# Wiktoryja Kusznir
Wiktoryja Robiertauna Kusznir (biał. Вікторыя Робертаўна Кушнір; ur. 9 lutego 1993) – białoruska lekkoatletka specjalizująca się w biegach średniodystansowych.
W sezonie 2014 Białorusinka wystąpiła podczas czempionatu Europy w biegach przełajowych, w których zajęła odległą lokatę.
Rok później na mistrzostwach Europy do lat 23 w Tallinnie uplasowała się na 12. pozycji w finale biegu na 1500 metrów. W tym samym roku zawodniczka wystartowała na mistrzostwach Europy w biegach przełajowych, zajmując w nich piąte miejsce.
Srebrna medalistka podczas IAAF World Relays (2017) w sztafecie 4 × 800 metrów.
Złota medalistka mistrzostw Białorusi oraz reprezentantka kraju w meczach międzypaństwowych.

## Osiągnięcia
| Rok  | Impreza                                   | Miejsce | Konkurencja             | Lokata      | Wynik   |
| ---- | ----------------------------------------- | ------- | ----------------------- | ----------- | ------- |
| 2009 | Olimpijski festiwal młodzieży Europy      | Tampere | bieg na 800 metrów      | eliminacje  | 2:13,51 |
| 2014 | Mistrzostwa Europy w biegach przełajowych | Samokow | bieg młodzieżowców      | 27. miejsce | 24:04   |
| 2015 | Młodzieżowe mistrzostwa Europy            | Tallinn | bieg na 1500 metrów     | 12. miejsce | 4:22,89 |
| 2015 | Mistrzostwa Europy w biegach przełajowych | Hyères  | bieg młodzieżowców      | 5. miejsce  | 20:05   |
| 2017 | IAAF World Relays                         | Nassau  | sztafeta 4 × 800 metrów | 2. miejsce  | 8:20,07 |

## Rekordy życiowe
- bieg na 800 metrów (stadion) – 2:03,61 (2016)
- bieg na 800 metrów (hala) – 2:05,20 (2017)
- bieg na 1500 metrów (stadion) – 4:10,19 (2016)
- bieg na 1500 metrów (hala) – 4:16,86 (2017)